# Ditrichum crispatissimum
Ditrichum crispatissimum är en bladmossart som beskrevs av Jean Édouard Gabriel Narcisse Paris 1900. Ditrichum crispatissimum ingår i släktet grusmossor, och familjen Ditrichaceae. Inga underarter finns listade i Catalogue of Life.